# Gąsiorowo (Ostrów Mazowiecka)
Pour les articles homonymes, voir Gąsiorowo.
Gąsiorowo (prononciation : [ɡɔ̃ɕɔˈrɔvɔ]) est un village polonais de la gmina de Zaręby Kościelne dans le powiat d'Ostrów Mazowiecka de la voïvodie de Mazovie dans le centre-est de la Pologne.
Le village compte approximativement une population de 285 habitants en 2007.

## Histoire
De 1975 à 1998, le village appartenait administrativement à la Powiat de Zambrów dans la voïvodie de Łomża.